# ULB (tramhalte)
ULB is een tram- en bushalte van de Brusselse vervoersmaatschappij MIVB gelegen in de gemeente Elsene.

## Geschiedenis
De tramhalte ULB werd tot 18 maart 1968 bediend door tramlijn 4 (Beurs — Wiener via Stefania), tramlijn 16 (Heizel —Wiener) en tramlijn 94 (Evere — Marie-José). Van 19 maart 1968 tot 14 augustus 1985 werd ULB bediend door de tramlijn 32 (Houba-de-Strooper — Wiener) en tramlijn 94 (Kardinaal Mercierplein — Marie-José). Bij de herziening van het tramnet op 15 augustus 1985 waren er nog steeds twee tramlijnen, weliswaar met andere nummers en trajecten: tramlijn 93 (Schaarbeek Station — Marie-José) en tramlijn 94 (Kerkhof van Jette — Wiener).
Op 13 april 2007 reden de laatste trams van lijn 93 ter hoogte van ULB. Terwijl tramlijn 93 verkort werd tot Legrand, nam de kersverse tramlijn 25 haar plaats in vanaf 16 april 2007. Sinds 29 september 2018 rijdt de voormalige tramlijn 94 na verlenging van het traject met het nummer 8.

## Situering
Zoals de naam het laat vermoeden is de tramhalte ULB gelegen naast de ingang van campus Solbos van de Université libre de Bruxelles (ULB), dat het einde van de Universiteitslaan vormt. De halte ULB bestaat op zijn beurt uit meerdere perrons naargelang het vervoersmiddel en de richting:
- Trams en bussen, respectievelijk richting Boondaal Station en Delta stoppen aan een gemeenschappelijke halte gelegen in de Buyllaan, voor het kruispunt met de Universiteitslaan.
- Trams richting Louiza of Rogier stoppen afzonderlijk in de Buyllaan, voor het kruispunt met de Universiteitslaan.
- Bussen richting De Brouckère stoppen afzonderlijk in de Universiteitslaan, voor het kruispunt met de Buyllaan.
- Het eindpunt van buslijn 72 bevindt zich in de Universiteitslaan, na het kruispunt met de Buyllaan.

Tussen de maanden mei 2015 en juni 2016 werd de Buyllaan volledig heringericht, waardoor de locatie van de haltes enigszins gewijzigd is geweest. Zo stopten de trams richting Boondaal Station in de Buyllaan, net na het kruispunt met de Universiteitslaan (m.a.w. tegenover de tramhalte in de andere richting). De bussen hadden op hun beurt halte ter hoogte van het huidige eindpunt van buslijn 72.

## Overige
De naam van de halte werd tot in het jaar 2006 met punten tussen de letters geschreven. Deze werden voor het gemak weggelaten. Overigens zorgde het bestaan van een halte "ULB", gelinkt aan de naam van de Franstalige universiteit voor de naamsverandering van de tramhalte "Tweede Lanciers", op zijn beurt gelegen in het bereik van de Nederlandstalige universiteit V.U.B.

## Afbeeldingen

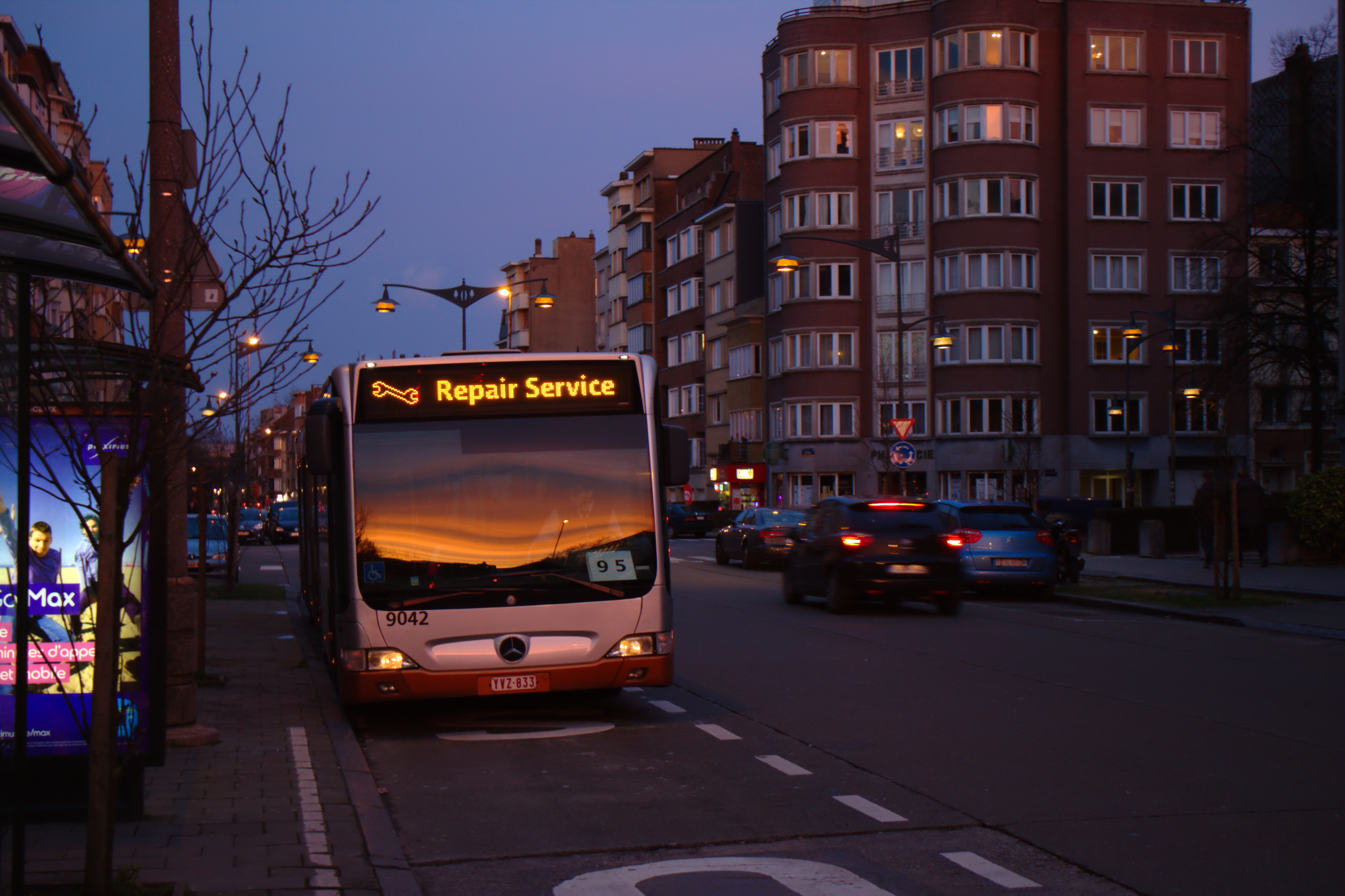
Bushalte richting De Brouckère (2014)
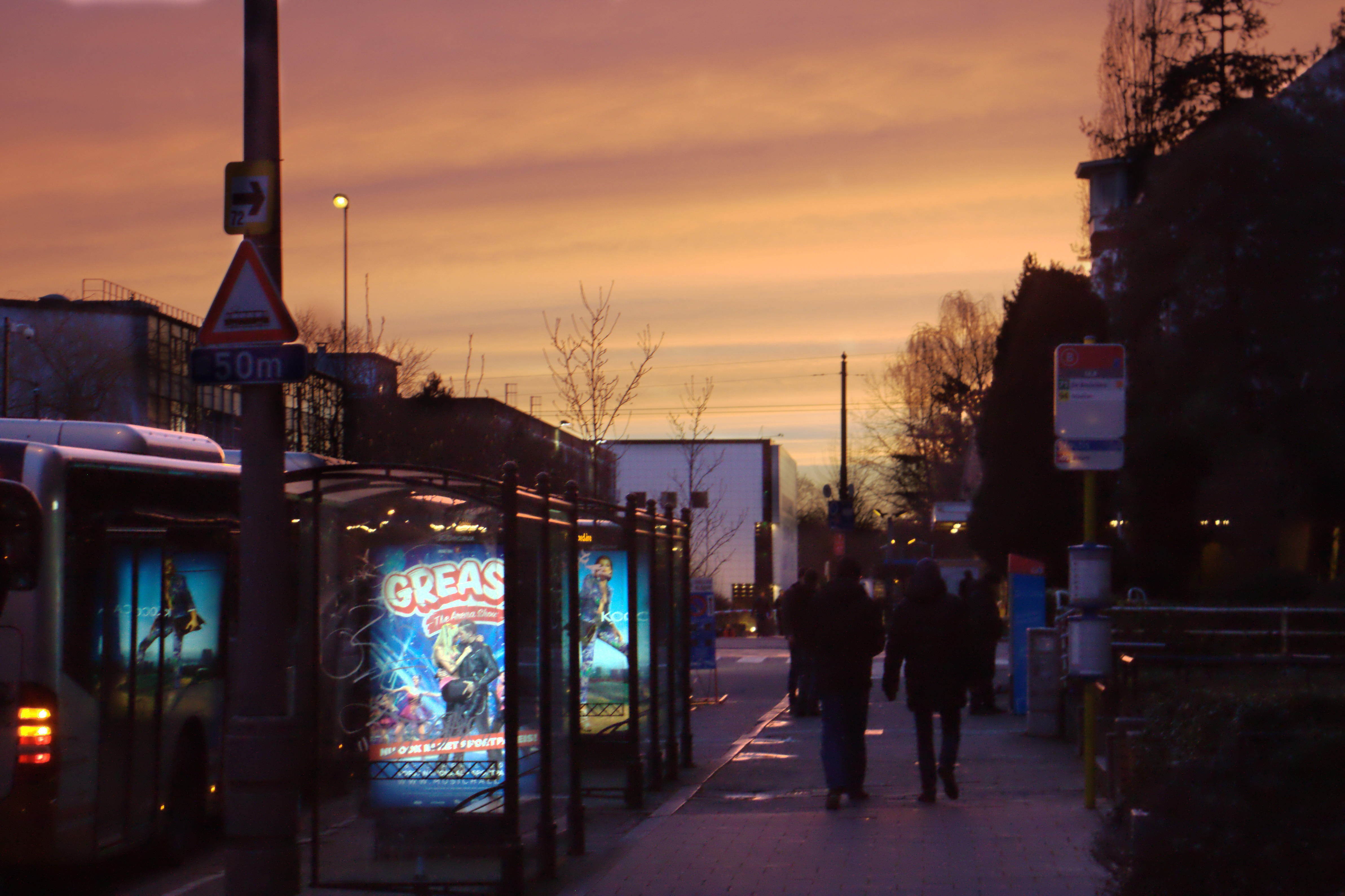
Bushalte richting De Brouckère, net voor het kruispunt met de Buyllaan (2014)
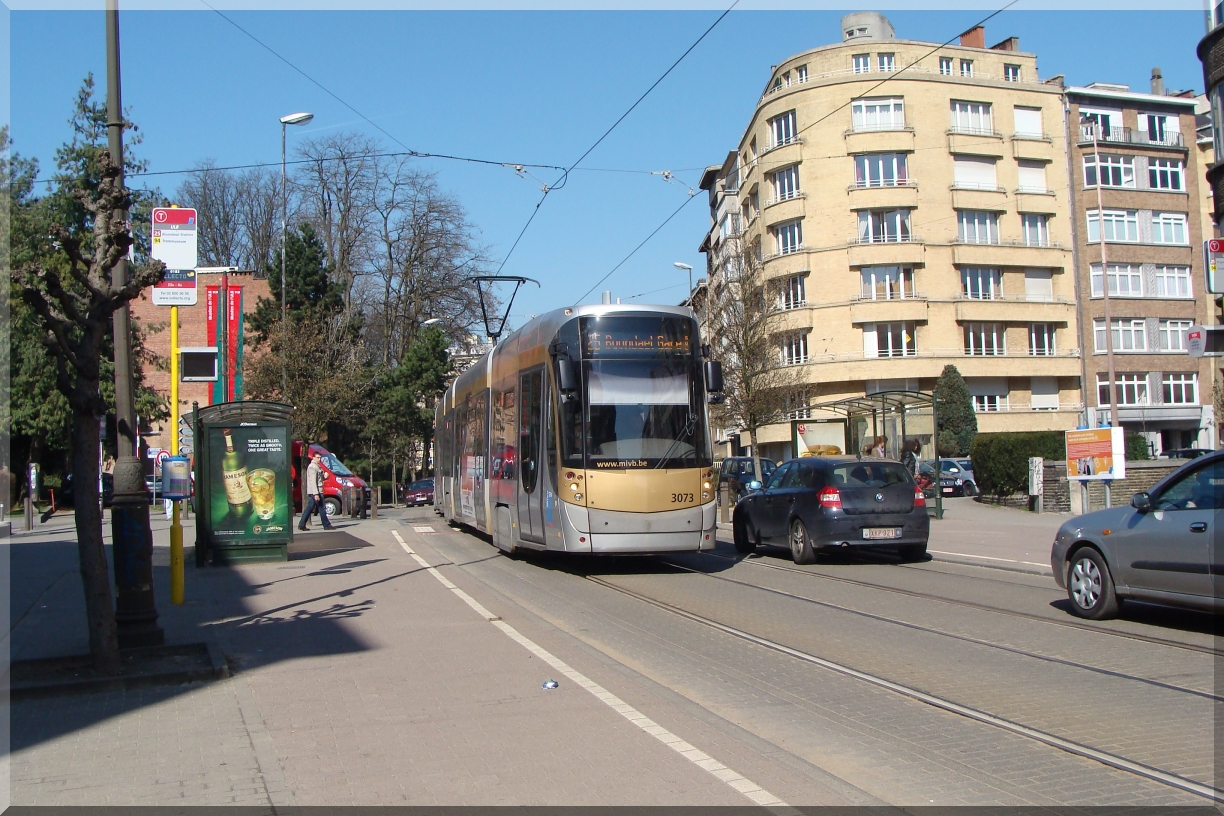
Oude tramhalte richting Boondaal Station
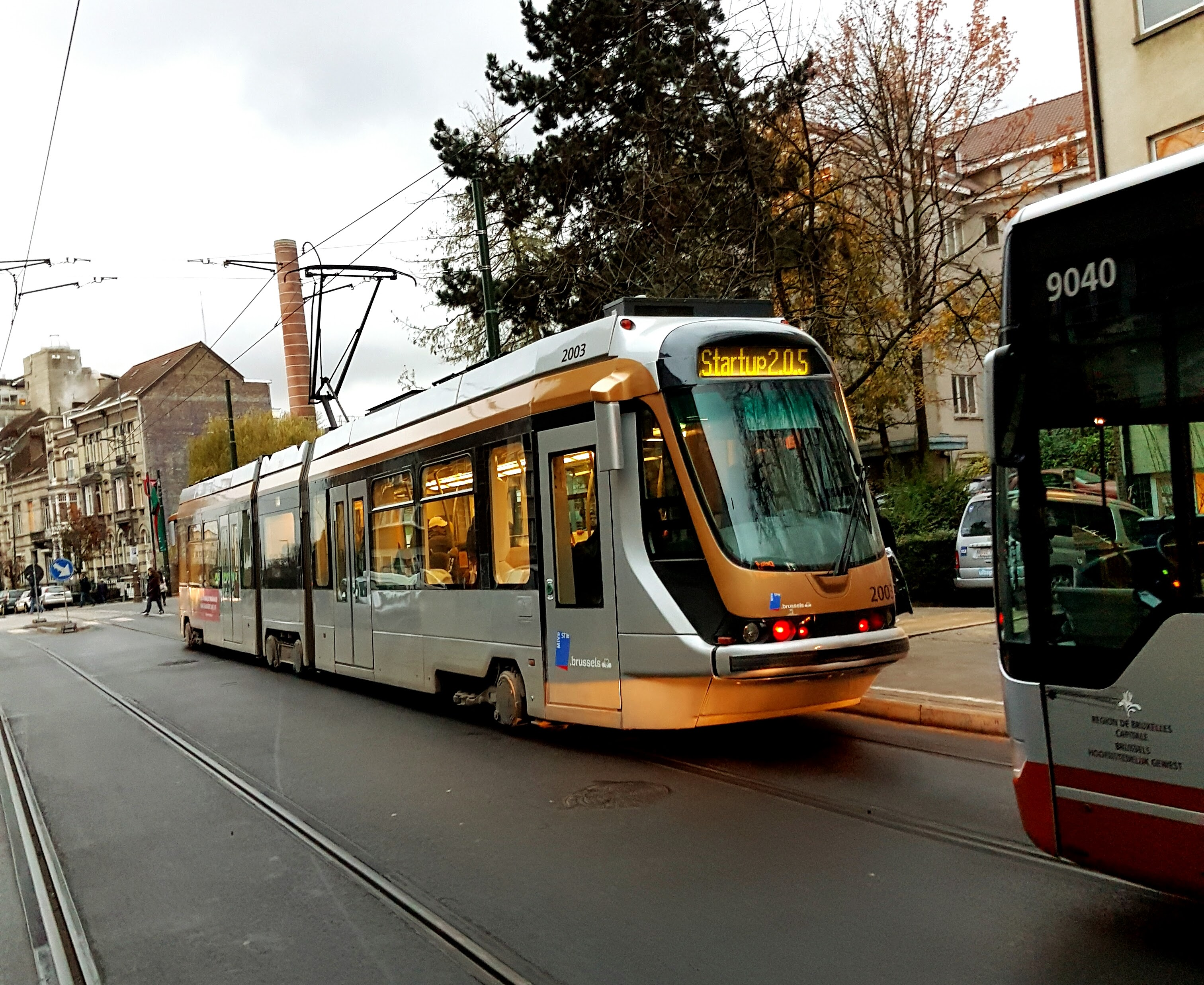
Huidige tramhalte richting Boondaal Station (2016)
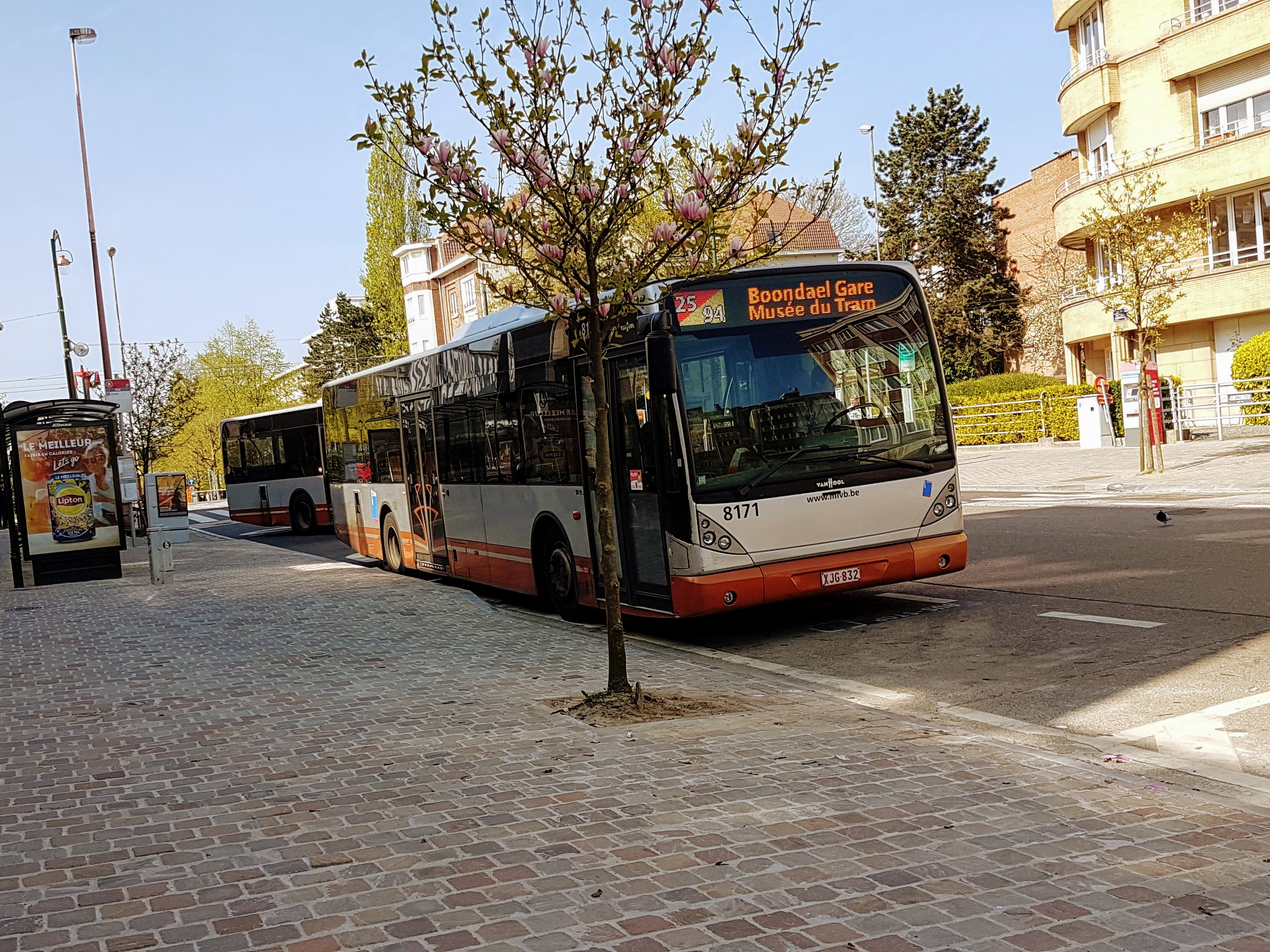
Eindpunt van buslijn 72 (2017)

Louiza · 
Stefania · 
Defacqz · 
Baljuw · 
Vleurgat · 
Abdij · 
Legrand · 
Ter Kameren-Ster · 
Buyl · 
Johanna · 
ULB · 
Solbos · 
Marie-José · 
Brazilië · 
Boondaal Station · 
Renbaan van Bosvoorde · 
Lieveheersbeestjes · 
Bosvoorde Station · 
Delleur · 
Wiener · 
Valkerij · 
Tenreuken · 
Seny-park · 
Herrmann-Debroux · 
Oudergem-Shopping · 
Vorstrondpunt · 
Empain · 
Trammuseum · 
Bronnenpark · 
Voot · 
Woluwe Shopping · 
Roodebeek
Boondaal Station · 
Brazilië · 
Marie-José · 
Solbos · 
ULB · 
Johanna · 
Buyl · 
Roffiaen · 
Etterbeek Station · 
VUB · 
Arsenaal · 
Pétillon · 
Boileau · 
Montgomery · 
Georges Henri · 
Diamant · 
Meiser · 
Vaderland · 
Weldoeners · 
Wijnheuvelen · 
Robiano · 
Lefrancq · 
Liedts · 
Thomas · 
Noordstation · 
Rogier